# Язевка-Сибірська
Я́зевка-Сибі́рська (рос. Язевка-Сибирская) — селище у складі Алейського району Алтайського краю, Росія. Входить до складу Кашинської сільської ради.

## Населення
Населення — 71 особа (2010; 157 у 2002).
Національний склад (станом на 2002 рік):
- росіяни — 93 %